# Willem Hiddingh sr.
Willem Hiddingh sr. (Bonnen, april 1702 - overleden Koekange, begraven aldaar, 15 juli 1769) was een Nederlandse schulte.

## Leven en werk
Hiddingh was een zoon van dr. Wilhelmus Hidding en Johanna Elisabeth Wildervanck. Hiddingh studeerde vanaf 1720 enkele jaren aan de universiteit van Groningen. Hij werd vervolgens in 1723 vaandrig en in 1727 luitenant. In maart 1729 werd hij door Eigenerfden en Ridderschap van Drenthe aangesteld tot schulte van de Wijk, Koekange, Pesse, Echten en Ansen als opvolger van Johan Struuck, die koos voor een militaire loopbaan. Hiddingh was veertig jaar schulte, hij overleed in juli 1769 te Koekange en werd opgevolgd door zijn zoon Willem Hiddingh jr.
In 1764 was Hiddingh een van de zes participanten in de Annerveensche Heerencompagnie.
Hiddingh trouwde in 1727 met Elisabeth Hemsingh, dochter van de krankzinnig geworden Gieter predikant Arnoldus Hemsinck en Anna Elizabeth Hoorn. Hij hertrouwde na haar overlijden in 1739 te Meppel met Sophia Catharina Linthorst, dochter van de schatbeurder van Meppel Arent Linthorst en Anna Beeltsnijder. Uit beide huwelijken werden zeventien kinderen geboren. Zijn opvolger als schulte Willem Hiddingh jr. was een zoon uit zijn eerste huwelijk.